# Rupert Read

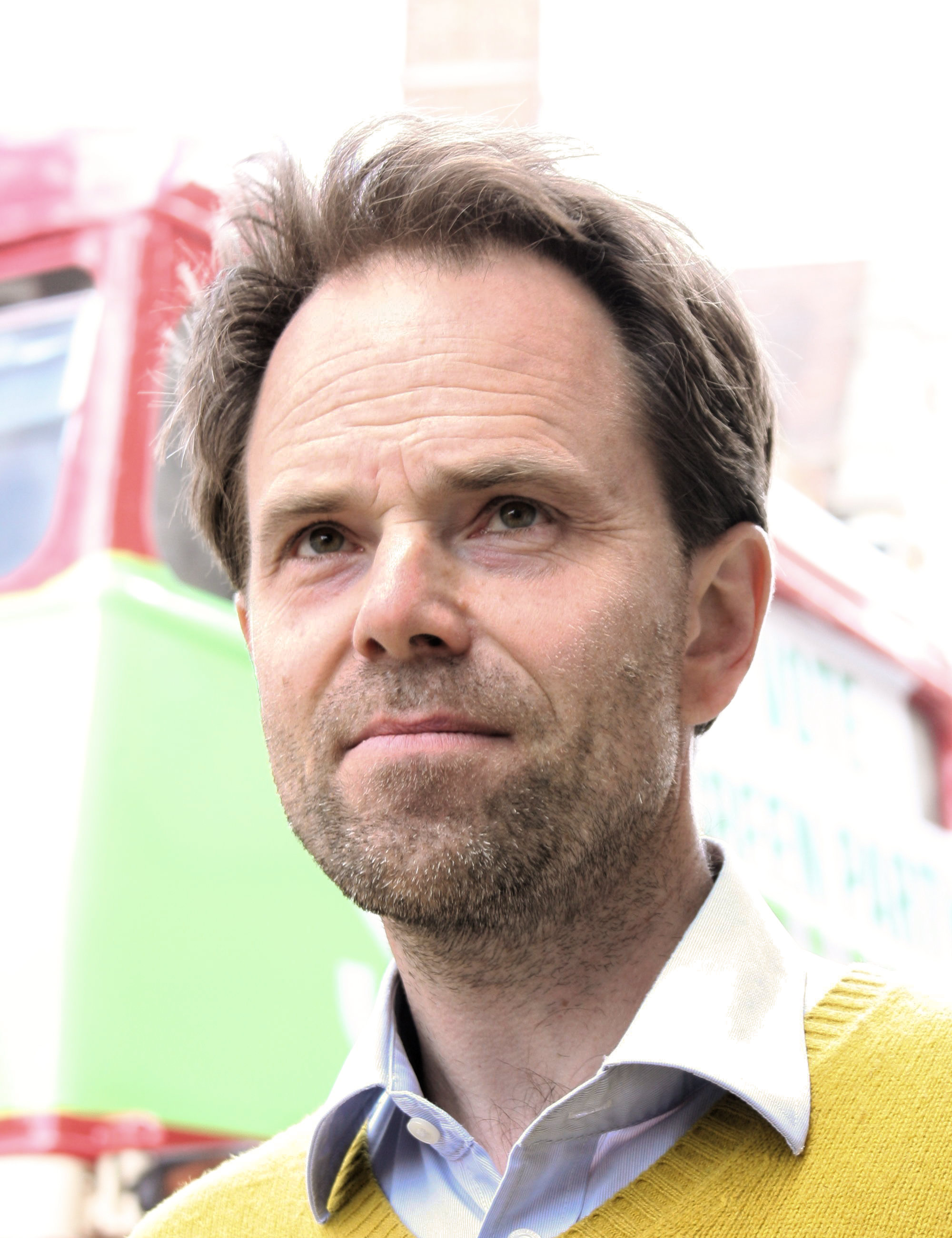
Rupert Read in 2015.

Rupert Read (°1966) is een Britse wetenschapper. Hij was een woordvoerder en kandidaat voor de Green Party, en ondersteunt ook publiek Extinction Rebellion en de schoolstaking voor het klimaat.
Read is sedert 1997 lector filosofie aan de Universiteit van East Anglia, waar hij in 2018-2019 werkte aan een project op het gebied van natuurlijk kapitaal en nadien rond het voorzorgsbeginsel, toegepast op genetische modificatie van organismen, klimaatverandering, het milieu, financiën en technologie.  